# میداس (نوادا)
میداس (به انگلیسی: Midas) یک منطقهٔ مسکونی در ایالات متحده آمریکا است که در شهرستان ایلکو، نوادا واقع شده‌است.